# Матоуш, Ян
Ян Матоуш (чеш. Jan Matouš; 30 мая 1961, Врхлаби) — чехословацкий биатлонист.
На чемпионате мира 1987 года в Лейк-Плэсиде выиграл бронзовую медаль в индивидуальной гонке на 20 км. На чемпионате мира 1990 года завоевал серебро в командной гонке, проходившей в норвежском Хольменколлене. На зимних Олимпийских играх 1984 года в Сараево занял 8-е место в спринте.